# Berengar II
Berengar II zwany też Berengarem z Ivrei (ur. przed 913 – zm. 6 sierpnia 966 w Bambergu) – graf Ivrei i uzurpator Italii. Z pochodzenia Lombardczyk z dynastii Anskarydów. Był synem Adalberta I z Ivrei i Giseli.

## Życiorys
Od czasu udanego powstania możnych w 945 r., cała rzeczywista władza i panowanie nad Italią, skoncentrowało się w jego rękach, a władza króla w Italii stała się symboliczna. Gdy Hugo z Arles wycofał się do Prowansji i zostawił swego młodego syna Lotara jako tytularnego władcę, Berengar stał się faktycznym władcą Italii. Krótkie panowanie Lotara zakończyło się wraz z jego śmiercią w 950 r.
Berengar spróbował wtedy zalegalizować swoją władzę w Lombardii poprzez zmuszenie wdowy po Lotarze, Adelajdy do poślubienia jego syna Adalberta. Jednak Adelajda poprosiła o protekcję Ottona I. Berengar zauważył w tym szansę i ogłosił się królem, a swego syna następcą. W 951 r. doszło do inwazji Ottona I na Lombardię, wskutek próśb Adelajdy. Otton przyjął hołd od możnych Italii i przyjął tytuł króla Lombardii. W 952 r. zmusił Berengara do złożenia mu hołdu a sam poślubił Adelajdę.
Berengar i jego syn Adalbert pozostawali królami, ale jako wasale Ottona I. Po 960 r. zaatakowali papieża Jana XII. Papież odwołał się do Ottona i ten wkroczył do Rzymu, a następnie został koronowany na cesarza w 962 r. Następujące potem negocjacje papieża z Berengarem spowodowały, że Otton usunął ze stanowiska papieża oraz schwytał i uwięził Berengara w Niemczech (w Bambergu) w 963 r.
Małżonką Berengara była Willa, córka Boso, hrabiego Arles i Awinionu oraz margrabiego Toskanii. Znęcała się nad Adelajdą, gdy Berengar uwięził ją w 951 r. na kilka miesięcy. Po obaleniu Berengara przez Ottona została uwięziona w żeńskim klasztorze w Niemczech.